# Кай (князь)
Кай — черемисский князь Шангонского княжества (Ветля-Шангонского кугузства).
В начале XII века Кай, опасаясь русских дружин, превратил Шангу в укреплённый город. В это время галицкий князь Константин Ярославич силой оружия пытался заставить ветлужских черемис подчиниться Галичу и платить дань «закамским серебром». Но черемисы отстояли свою независимость.